# Смирнов, Александр Яковлевич
Алекса́ндр Я́ковлевич Смирно́в (20.05.1921 — 21.01.1975) — командир роты 83-го штурмового инженерно-сапёрного Берлинского Краснознамённого ордена Богдана Хмельницкого батальона (17-я штурмовая инженерно-сапёрная бригада, 5-я ударная армия, 1-й Белорусский фронт). Герой Советского Союза.

## Биография
Родился 20 мая 1921 года в селе Семёново Уренского района Нижегородской области. Русский. Окончил семилетнюю школу. Работал в колхозе, затем пекарем Уренского леспродторга.
В начале июня 1941 года был призван в Красную Армию и направлен в Ленинградское военно-инженерное училище. Курсантом встретил начало Великой Отечественной войны, в августе в составе училища эвакуирован в город Кострому. В конце декабря 1941 году досрочно окончил обучение и был направлен на фронт.
Участвовал в боях под Москвой. Затем на Ленинградском фронте — прорыв блокады, бои на Карельском перешейке, штурм Выборга. Член ВКП(б)/КПСС с 1944 года. Особо отличился офицер-сапёр в боях за освобождение Польши зимой 1945 года.
15 января 1945 года рота 83-го штурмового инженерно-сапёрного батальона под командованием лейтенанта Смирнова, действуя в полосе наступления стрелковой дивизии, проделала проходы в заграждениях противника. Ведя бой совместно с полковой разведкой, рота вышла к мосту через реку Пилица в районе населённого пункта Буда-Михайлувска. В коротком бою захватили мост и небольшой плацдарм на левом берегу реки. Сапёры обезвредили 60 авиабомб и 50 противотанковых мин, подложенных под мост, и спасли его от взрыва. Рота при этом имела незначительные потери.
Указом Президиума Верховного Совета СССР от 27 февраля 1945 года за образцовое выполнение боевых заданий командования и проявленные при этом мужество и героизм лейтенанту Смирнову Александру Яковлевичу присвоено звание Героя Советского Союза с вручением ордена Ленина и медали «Золотая Звезда».
После Победы продолжал службу в армии. С разгромом врага война для Смирнова не кончилась, в ходе разминирования сапёрами Смирнова были обезврежены тысячи мин, неразорвавшихся бомб и снарядов. В 1945 году окончил Высшую инженерную офицерскую школу. С 1954 года капитан Смирнов — в запасе.
Жил в городе Загорск Московской области Работал слесарем на электромеханическом заводе. Скончался 21 января 1975 года. Похоронен на Старом кладбище в Сергиевом Посаде.

## Награды
- Герой Советского Союза, Орден Ленина (27.02.1945)
- Орден Красной Звезды (22.06.1944)
- Медаль «За отвагу» (12.03.1944)
- Медаль За оборону Ленинграда (20.03.1944)

## Память
В мае 2005 года в городе Сергиев Посад на улице Центральная, д.1
(Административное здание ЗЭМЗа) установлена
мемориальная доска "Работникам Загорского
электромеханического завода. Героям Советского Союза.
В честь него названа школа в родном селе Семёново.